# Province d'Aymaraes
La province d'Aymaraes (en espagnol : Provincia de Aymaraes) est l'une des sept provinces de la région d'Apurímac, au sud du Pérou. Son chef-lieu est la ville de Chalhuanca.

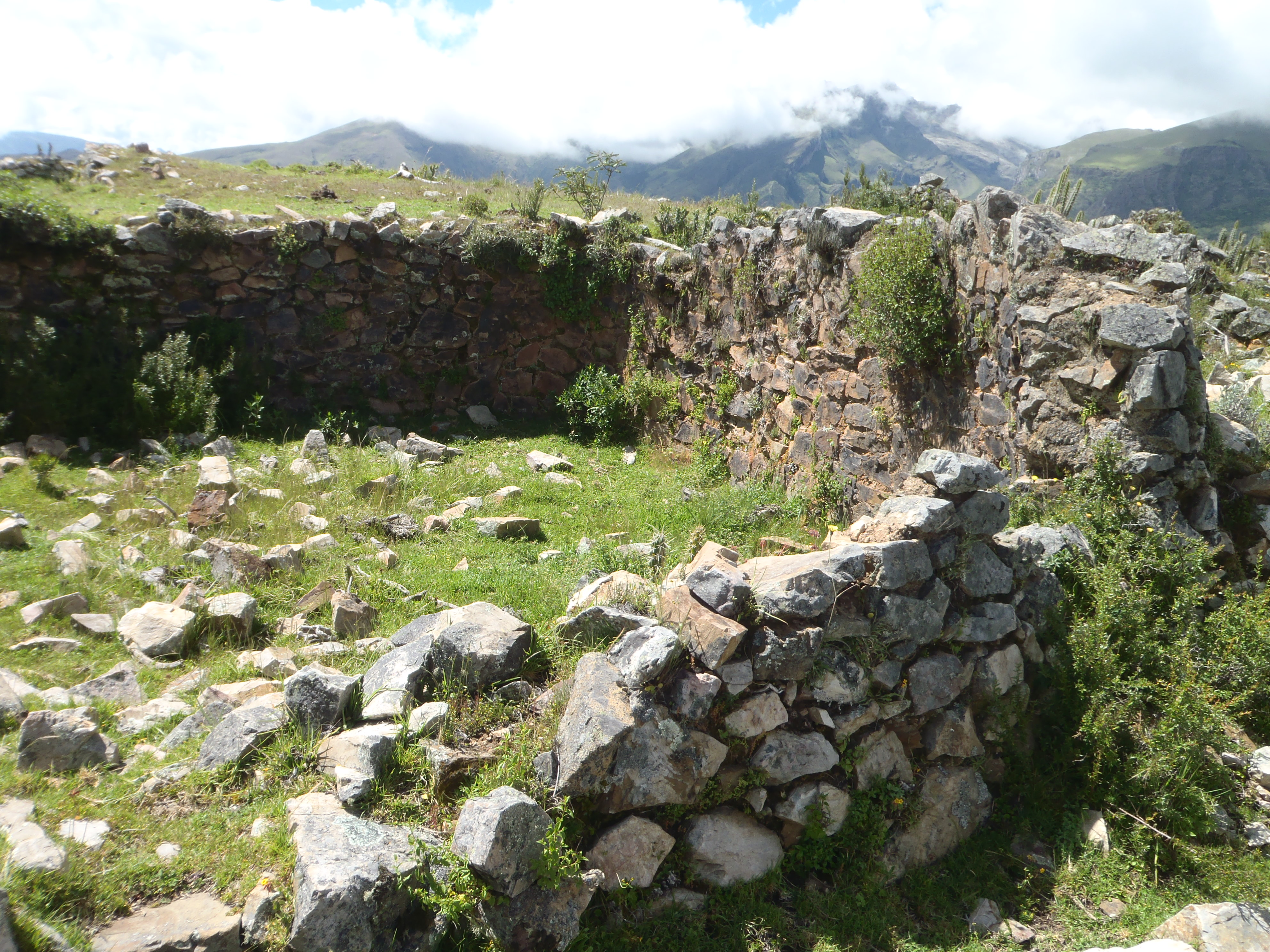
Yanaca est un groupe d'anciennes cités pré-incas situées au Pérou dans le département d'Apurimac, province d'Aymaraes, district de Yanaca. Tunay Kassa est l'une de ces vieilles villes, elle est située à 4 kilomètres au sud-est de la ville de Yanaca. Cette photo représente une maison à Tunay Kassa.

## Géographie
La province couvre 4 213,07 km2. Elle est limitée au nord par la province d'Andahuaylas et la province d'Abancay, à l'est par la province d'Abancay et la province d'Antabamba, au sud par la région d'Arequipa et à l'ouest par la province d'Andahuaylas.

## Histoire
Plusieurs ruines préincas existent dans cette région, notamment les ruines de Yanaca.

## Population
La population de la province était estimée à 27 598 habitants en 2005 (INEI).

## Subdivisions
La province est divisée en dix-sept districts :
- Chalhuanca
- Capaya
- Caraybamba
- Chapimarca
- Colcabamba
- Cotaruse
- Huayllu
- Justo Apu Sahuaraura
- Lucre
- Pocohuanca
- San Juan de Chacña
- Sañayca
- Soraya
- Tapairihua
- Tintay
- Toraya
- Yanaca